# Plectreurys globosa
Espèce
Plectreurys globosa est une espèce d'araignées aranéomorphes de la famille des Plectreuridae.

## Distribution
Cette espèce est endémique de la province de Pinar del Río à Cuba,. Elle se rencontre dans la cordillère de Guaniguanico.

## Publication originale
- Franganillo, 1931 : Excursiones arachnológicas, durante el mes de agosto de 1930. Estudios de Belen, vol. 1931, no 29, p. 44-49.